# Вращение стоя
Вращение стоя (англ. Upright spin) — одна из трех базовых позиций во вращениях в фигурном катании. Правилами позиция определена как вращение на прямой опорной ноге, не являющееся либелой. Двумя распространенными вариациями вращения стоя являются заклоны и бильман.

## Вариации
Вариаций вращений стоя довольно много.
- Вращение на двух ногах — учебная разновидность, при которой фигурист вращается, стоя на обеих ногах.[2]

- Вращение на одной ноге — вращение, при котором фигурист вращается на одной ноге.[3][4]

- Винт, прямой винт — вращение стоя, при котором свободная нога скрещивается с опорной впереди. Как правило, это вращение начинается в открытой позиции, когда руки разведены широко в стороны, а свободная нога отведена вперед в сторону и вверх. Постепенно руки и нога подтягиваются к корпусу, что увеличивает скорость вращения, свободная нога при этом дополнительно опускается вниз до соприкасания ног внешними сторонами лодыжек. Вращение происходит строго на ребре назад-внутрь.[3][4]

- Обратный винт аналогичен прямому винту, но выполняется на ребре назад-наружу и, как правило, на противоположной ноге. Обычно изучается сразу после прямого винта либо параллельно с ним и является одним из самых важных навыков при разучивании прыжков.[4]

- Винт со скрещением ног — обратный винт, в котором свободная нога скрещивается не спереди, а сзади, и выносится стопой в сторону. Опорная нога чуть подгибается, свободная прямая.[2]

- Ламбьель — разновидность обратного винта с откинутой назад головой и поднятыми до её уровня соединенными вместе руками. Названа в честь швейцарского фигуриста Стефана Ламбьеля, превосходно владеющего этим вращением.[5]

- Заклоны — вращение стоя с прогибом в спине и головой, откинутой назад. Есть вариации заклонов с захватом свободной ноги и притягиванием лезвия конька к голове, не имеющие адекватных русских названий, в английском называемые Catch-foot spin и Haircutter соответственно.[3][6]

- Аттитюд — вариация, в которой голова поворачивается в сторону вместо запрокидывания назад, а свободная нога удерживается в балетной позиции аттитюд.[3][6]

- Бильман — вариация заклона, в которой свободная нога вытягивается вверх и удерживается над головой. Бывают бильманы с захватом одной или двумя руками, за ботинок или за лезвие.[3][7]

- Карандаш (англ. I-spin) подразумевает вытягивание свободной ноги вверх спереди, удерживая её руками в позиции продольного шпагата. Идеальное исполнение элемента — это абсолютно прямые, вертикально расположенные ноги и корпус.[8]

- Расстрел (англ. Shotgun-spin) — разновидность карандаша, в которой прямая свободная нога удерживается одной или двумя руками на уровне от таза до груди прямо перед корпусом, либо слегка в сторону.[9]

- Флажок (англ. Y-spin) — аналогичное карандашу вращение, только свободная нога вытягивается в поперечный шпагат, образуя позицию, отдаленно напоминающую флагшток. Удержание ноги также может осуществляться одной или двумя руками и за конек или стопу.

## Галерея

### В одиночном катании

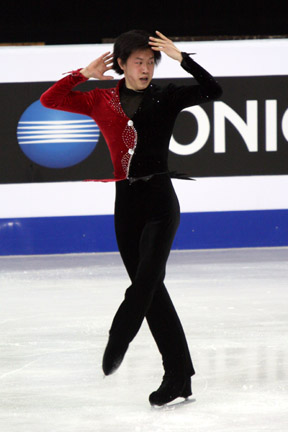
Винт (Гуань Цзиньлинь)
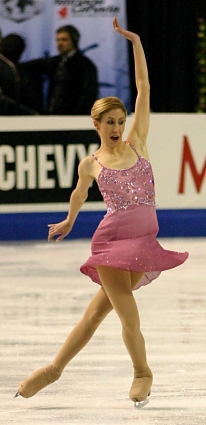
Винт со скрещением (Эмбер Корвин)
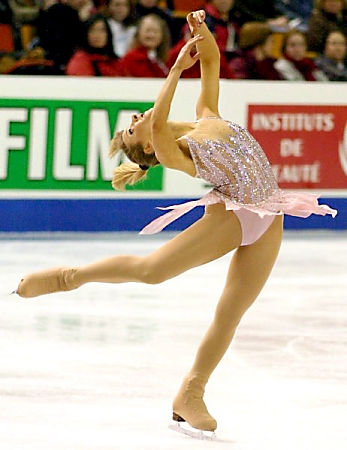
Заклон (Анжела Никодинова)
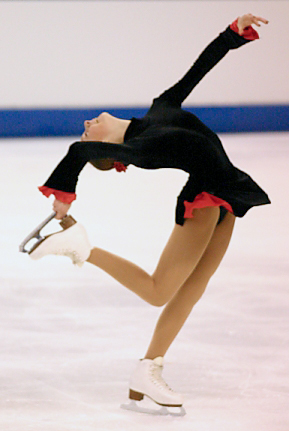
Заклон с захватом ноги (Елена Глебова)
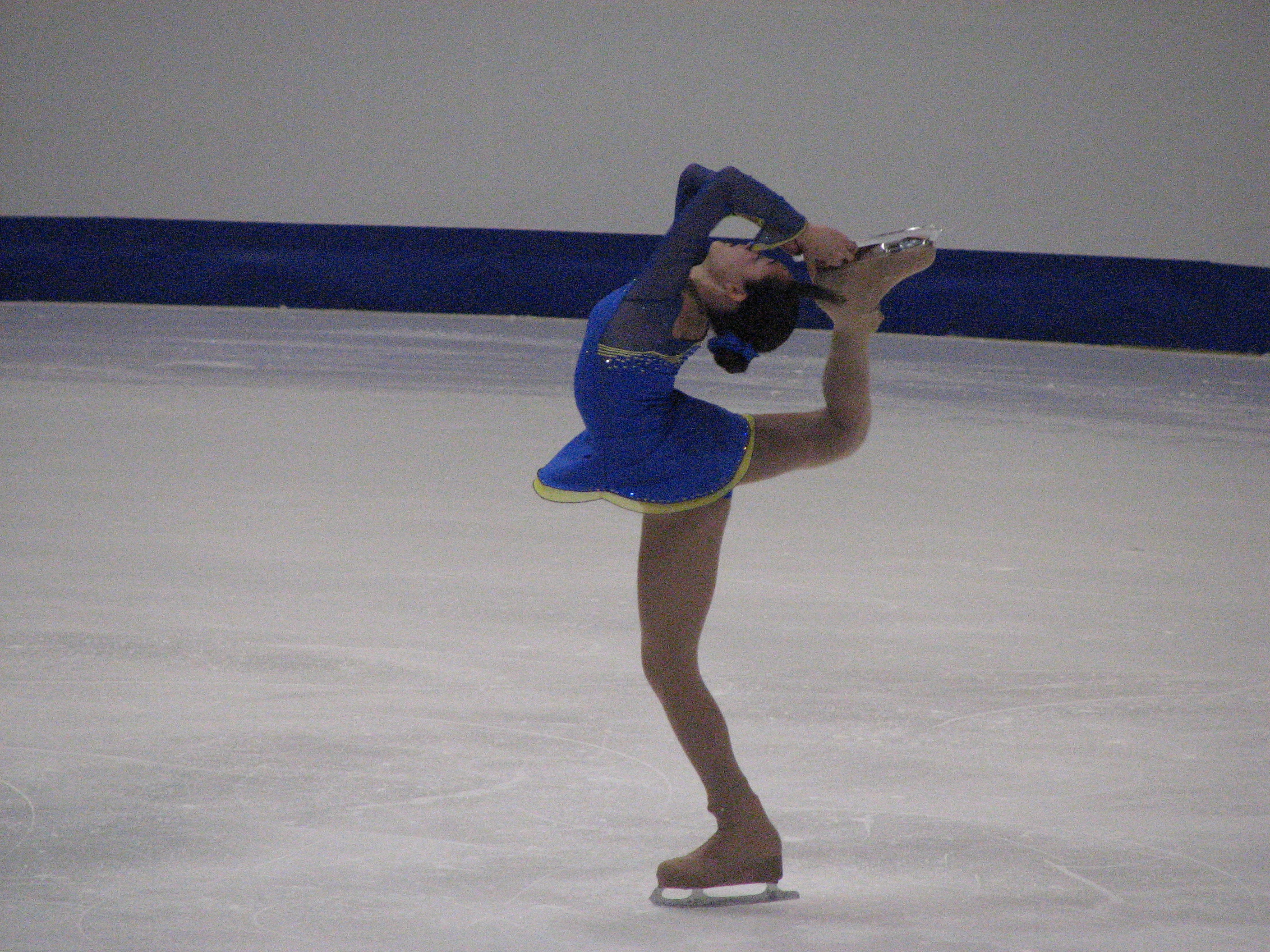
Haircutter (Анжела Максвелл)
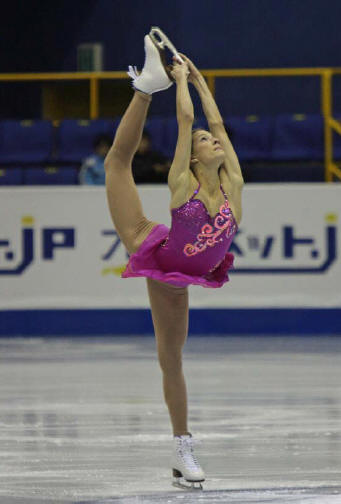
Бильман (Бэкки Бересвилл)
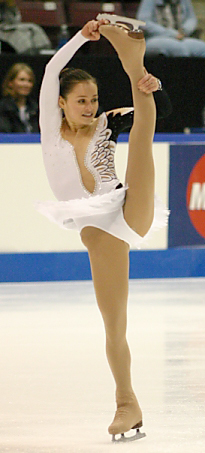
Карандаш с захватом за стопу (Саша Коэн)
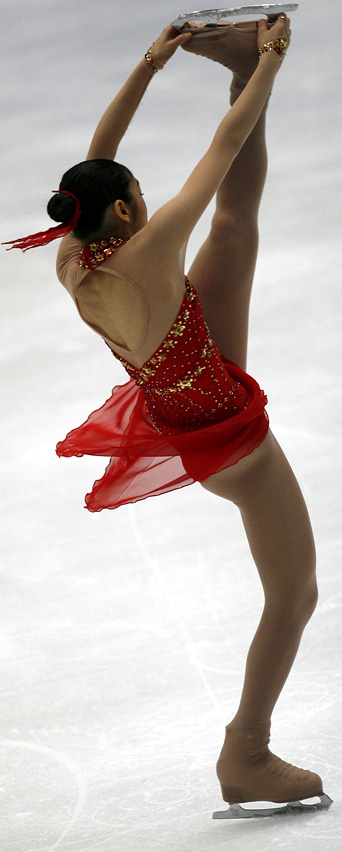
Карандаш с захватом за конек (Ким Ён А)
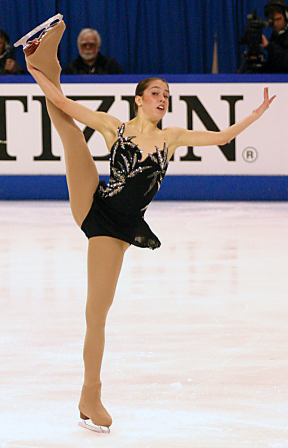
Флажок с захватом за стопу (Алисса Чизни)
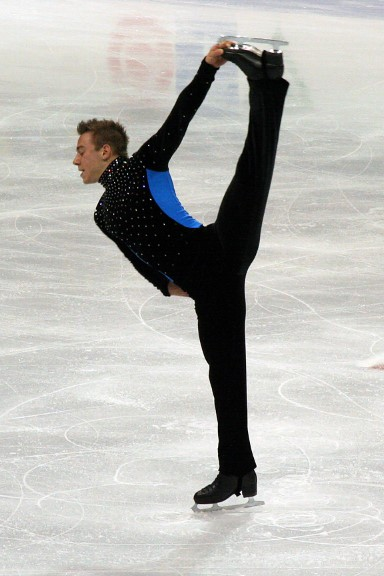
Флажок с захватом за конек (Шон Сойер)
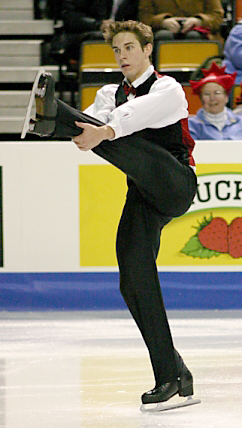
Вращение расстрел (Тристан Тод)
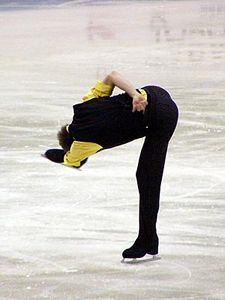
A-spin (Джеффри Баттл)
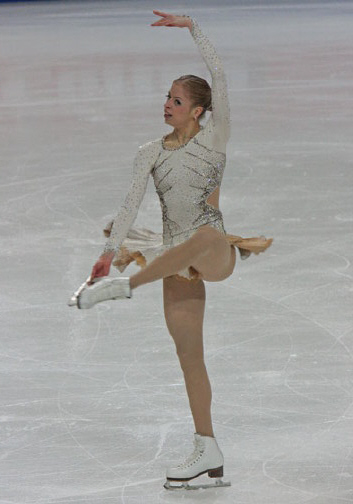
Вариация вращения стоя (Каролина Костнер)
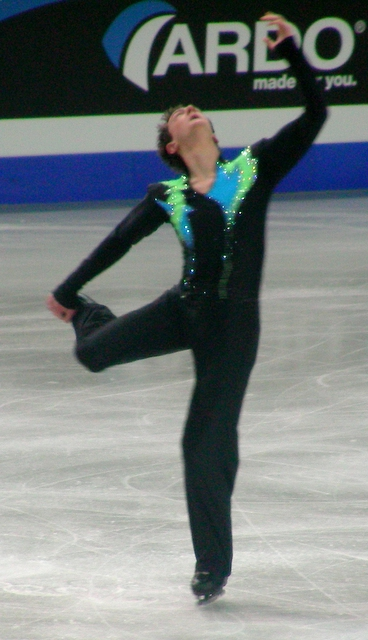
Вариация вращения стоя (Джон Хэмер)
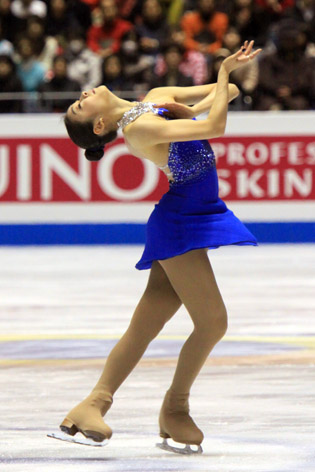
Вариация вращения стоя (Ким Ён А)

### В парном катании и танцах на льду

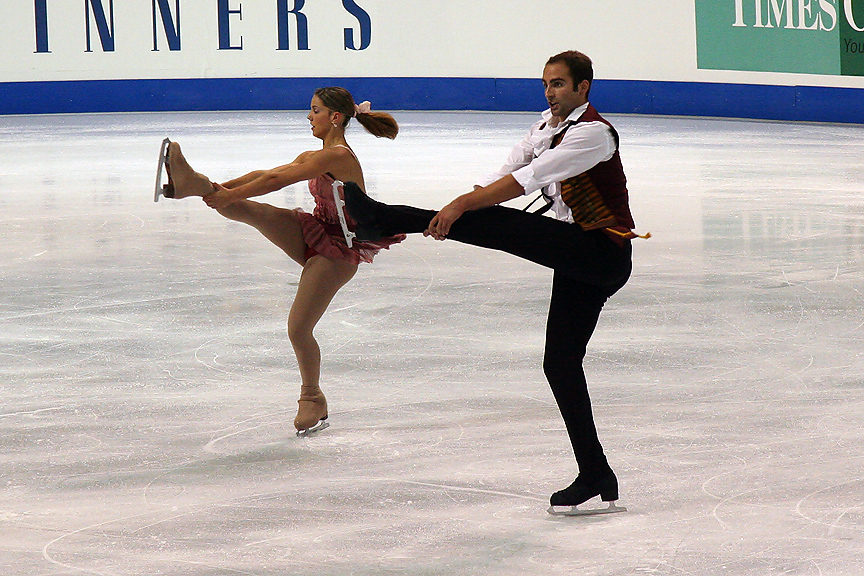
Параллельное вращение расстрел (Тиффани Вайз и Дерек Трент)
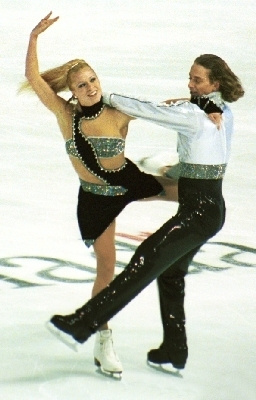
Танцевальное вращение стоя (Ше-Линн Бурн и Виктор Краатц)
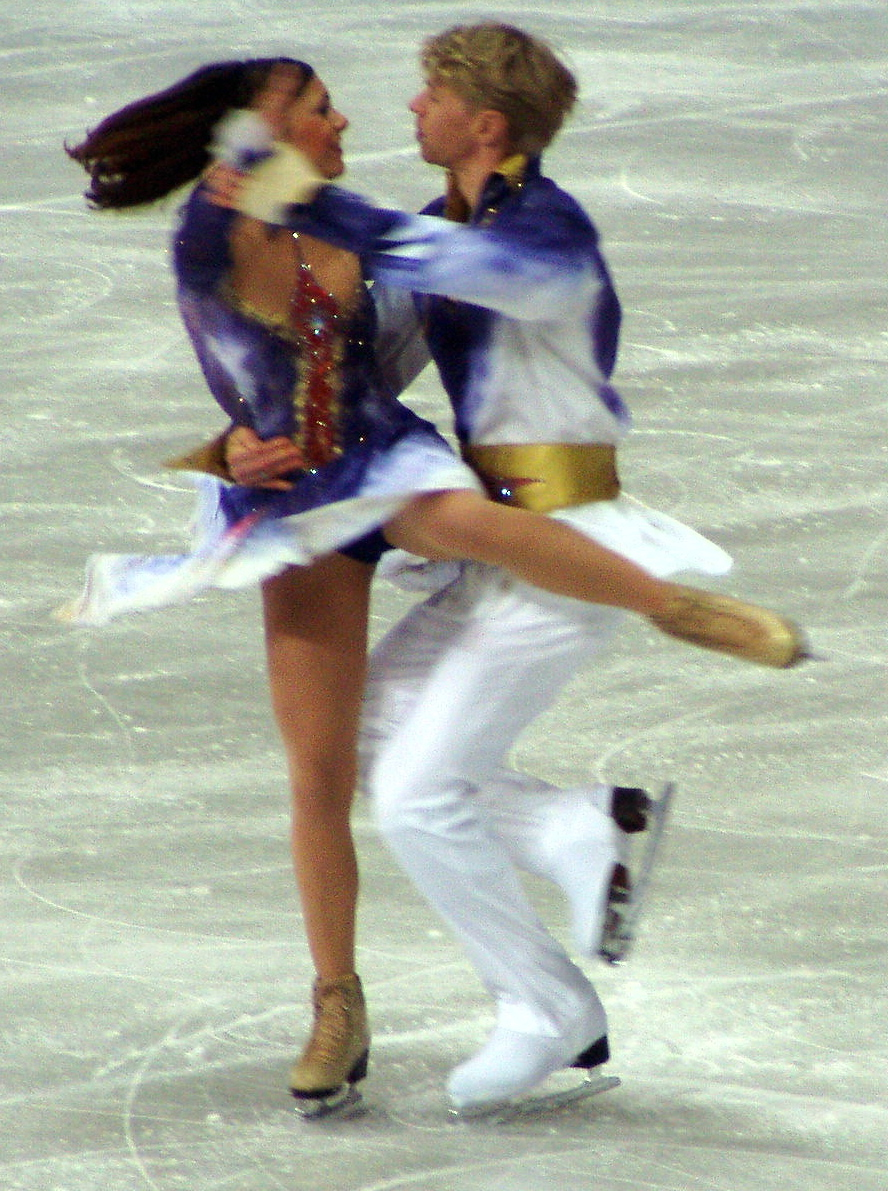
Танцевальное вращение стоя (Изабель Делобель и Оливье Шонфльдер)
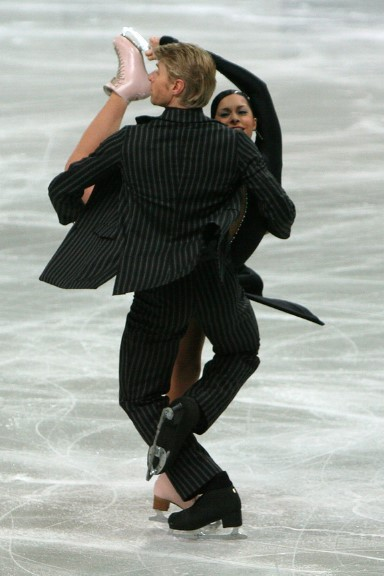
Танцевальное вращение стоя и с захватом ноги (Изабель Делобель и Оливье Шонфльдер)
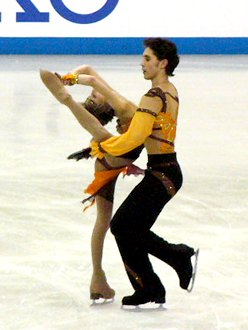
Танцевальное вращение стоя и бильман (Яна Хохлова и Сергей Новицкий)
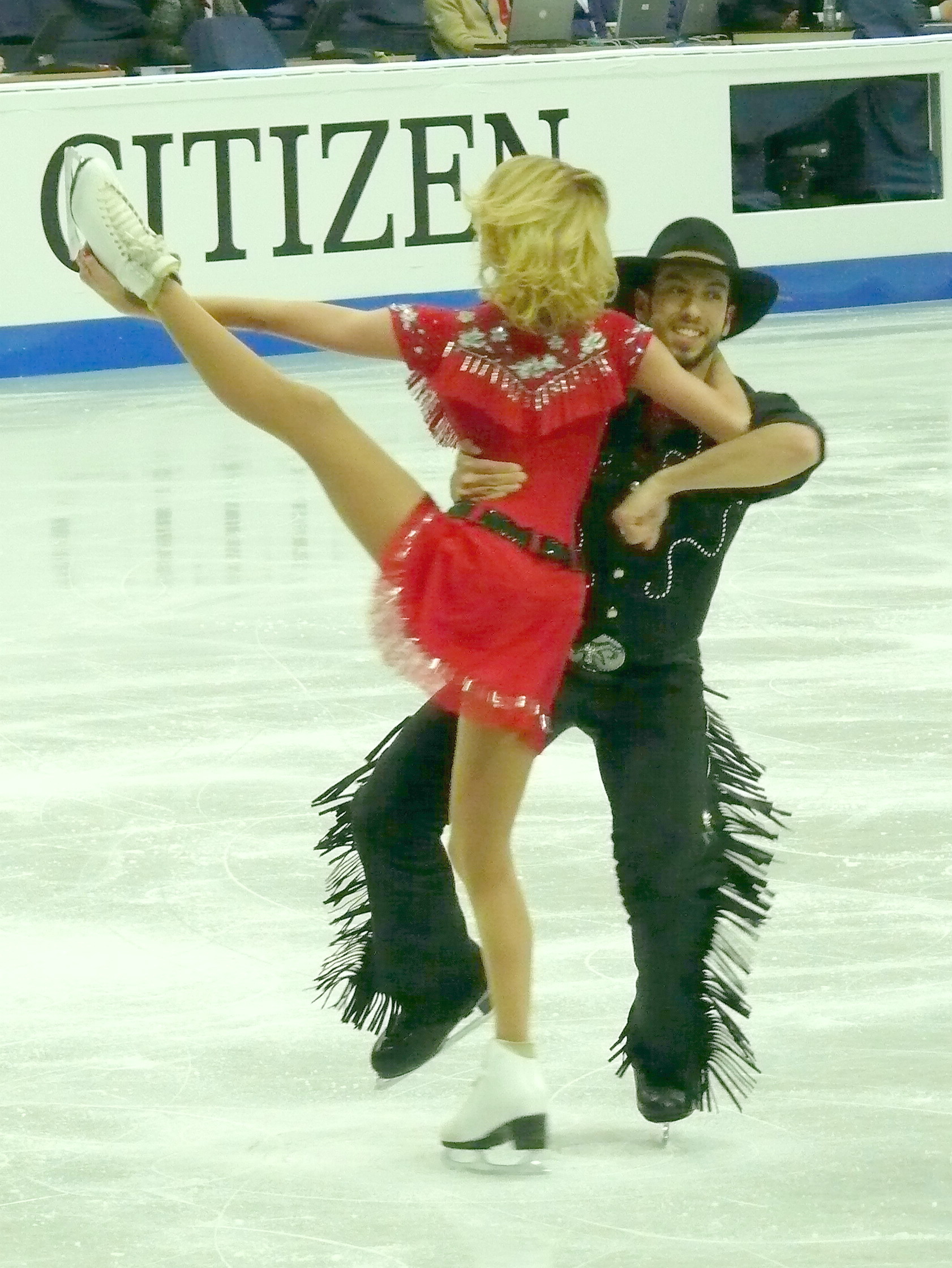
Танцевальное вращение стоя и флажок (Танит Белбин и Бенджамин Агосто)
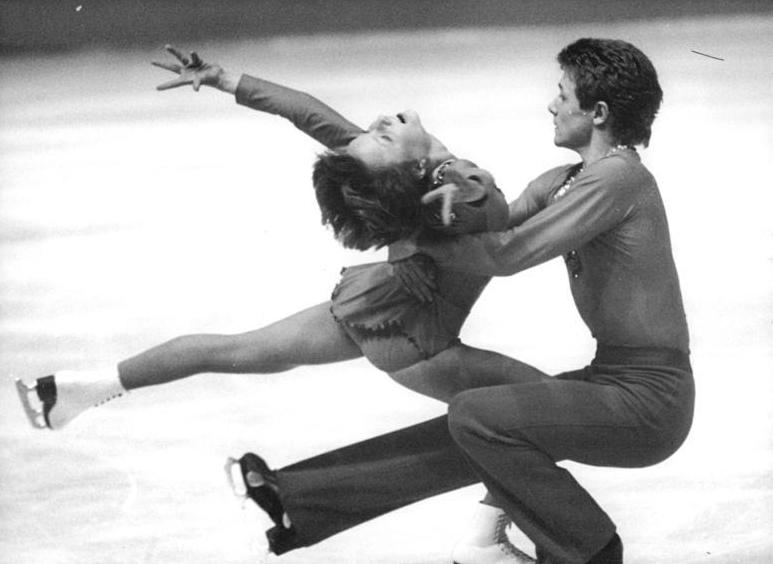
Парный заклон и волчок (Сабине Бэсс и Тассло Тирбах)
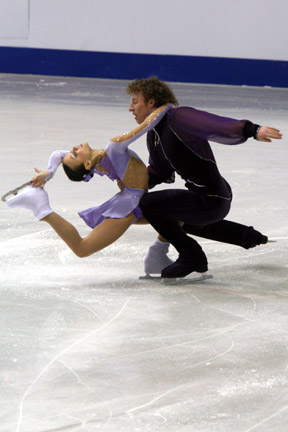
Парный заклон с захватом и волчок (Любовь Илюшечкина и Нодари Маисурадзе)